# 정석수

정석수(鄭石壽, ?~1592년)는 조선 중기의 순왜로 함경도 지역 반란 주모자 중 한 명이다.
임진왜란 때 국경인(鞠景仁)을 도와 왕자 일행과 배종 대신들을 가토 기요마사에 넘겼다. 김수량, 이언우(李彦祐), 함인수(咸麟壽)와 함께 국경인(鞠景仁)을 왕으로 추대하려고 하였으며 회령을 통치하면서 각종 만행을 자행하였다.
이후 정문부(鄭文孚)의 격문을 받은 토벌군에 잡혀 죽었다.

## 같이 보기
- 순왜
- 항왜
- 김수량
- 이언우
- 함인수
- 국경인